# Josef Meindl
Josef Meindl (23. března 1841 Kraslice – 15. října 1899 Kraslice) byl rakouský a český podnikatel a politik německé národnosti, v 2. polovině 19. století poslanec Českého zemského sněmu.

## Biografie
Profesí byl podnikatelem v krajkářském průmyslu a politikem. Angažoval se i ve veřejném životě v domovských Kraslicích. Finančně přispěl na stavbu kostela, nemocnice a hudební odborné školy. Obci poskytl uprázdněnou budovu ve své továrně na zřízení školy. Zasedal v okresní školské radě a byl okresním starostou. Dlouhodobě rovněž působil jako starosta města Kraslice. Byl mu udělen Řád Františka Josefa.
V 70. letech 19. století se zapojil i do zemské politiky. Ve volbách v roce 1878 byl zvolen na Český zemský sněm za kurii obchodních a živnostenských komor (obvod Cheb). Uvádí se tehdy jako člen takzvané Ústavní strany (liberálně a centralisticky orientovaná platforma, odmítající autonomistické aspirace neněmeckých národností).